# 高山三毛草
高山三毛草（学名：Trisetum altaicum）为禾本科三毛草属下的一个种。其种加词“altaicum”意为“阿尔泰的”。